# Gusztáv Juhász
Pour les articles homonymes, voir Juhász.
Gusztáv Juhász, né le 19 décembre 1911 à Temesvár à l'époque en Autriche-Hongrie (aujourd'hui en Roumanie) et mort le 20 janvier 2003 à New York aux États-Unis, était un joueur et entraîneur de football roumain d'origine hongroise.

## Biographie

### Joueur
En tant que milieu de terrain, il évolue durant 18 saisons dans les championnats roumains et hongrois principalement dans les villes d'Oradea et de Bucarest.

### Roumanie
Avec l'équipe de Roumanie, il est sélectionné pour jouer à la coupe du monde 1934 en Italie.

### Entraîneur
Après sa carrière de joueur, il devient entraîneur dans différents clubs de sa ville natale.

## Palmarès
- Championnat de Roumanie
  - 1933–34
  - 1934–35
  - 1939–40

- Coupe de Roumanie
  - Finaliste en 1940

- Championnat de Hongrie
  - 1942–43
  - 1943–44